# Golmayo (Soria)
Golmayo ist ein Ort und eine aus dem Hauptort sowie mehreren Weilern (pedanías) und Einzelgehöften (fincas) bestehende nordspanische Gemeinde (municipio) mit 3.059 Einwohnern (Stand: 2024) in der Provinz Soria der Autonomen Gemeinschaft Kastilien-León. Die Kirchengemeinde gehört zum Bistum Osma-Soria.

## Lage und Klima
Die annähernd 190 km² große Gemeinde Golmayo liegt am Río Golmayo, einem kleinen Nebenfluss des Duero, etwa 5 bis 15 km (Fahrtstrecke) westlich der Provinzhauptstadt Soria in einer mittleren Höhe von ca. 1040 m. Das Klima ist im Winter rau, im Sommer dagegen gemäßigt bis warm; Regen (ca. 555 mm/Jahr) fällt übers Jahr verteilt.

## Bevölkerungsentwicklung
Ende des 20. und zu Beginn des 21. Jahrhunderts entstand die ca. 1.500 Einwohner zählende Neubausiedlung Camaretas auf dem Gebiet der Gemeinde Golmayo; gleichzeitig wurden die zuvor selbständigen Gemeinden Camparañón, Carbonera de Frentes, La Cuenca, Las Fraguas, Fuentetoba, La Mallona, La Muela, Nafría la Llana, Nódalo und Villabuena sukzessive eingemeindet, wodurch die nahe der Provinzhauptstadt Soria liegende Gemeinde einen enormen Bevölkerungszuwachs erlebte.

## Wirtschaft
Die Gemeinde ist traditionell landwirtschaftlich orientiert (Getreide, Sonnenblumen); auch Viehzucht wird betrieben. Früher lebten die Menschen weitgehend als Selbstversorger; heute wird hauptsächlich für die städtischen Märkte produziert.

## Geschichte
Kelten, Römer und Westgoten hinterließen keine archäologisch verwertbaren Spuren. Im 8. Jahrhundert drangen die Mauren bis in die Region vor und wurden erst im 11. Jahrhundert zurückgedrängt (reconquista). Danach siedelten sich Christen aus dem Norden und Süden der Iberischen Halbinsel hier an (repoblación).

## Sehenswürdigkeiten
- Das nahe der Quelle des Río Golmayo gelegene Benediktinerkloster La Monjía entstand im 11. Jahrhundert; später wurde es wiederholt verändert und im 16. Jahrhundert von den Grafen von Castejón mit einer Mauer umgeben.
- Die spätgotische Kirche Nuestra Señora de la Asunción in Golmayo stammt aus der Zeit um 1500.
- Nahezu jedes der zur Gemeinde gehörenden Dörfer hat eine eigene kleine Kirche oder Kapelle.
- Eine wohl aus dem Mittelalter stammende „Römerbrücke“ quert den Río Golmayo bei; eine weitere Brücke steht beim Ort Camparañón.
- Auch einige Einsiedlerkirchen (ermitas) befinden sich verstreut auf dem Gemeindegebiet.
- Ein Kirchenneubau ist in der Siedlung Camaretas entstanden.

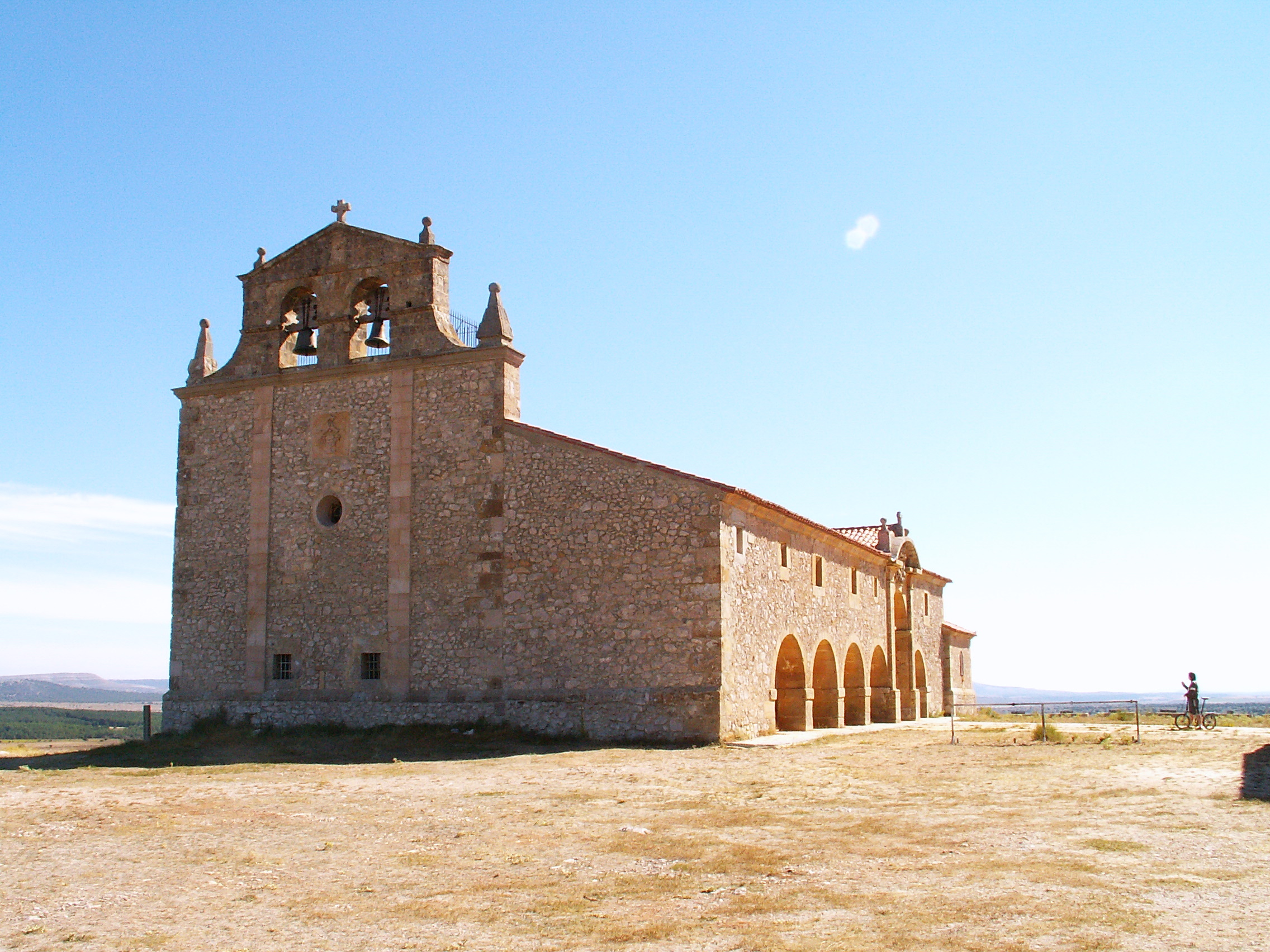
Las Fraguas – Santuario de la Virgen de Inodejo
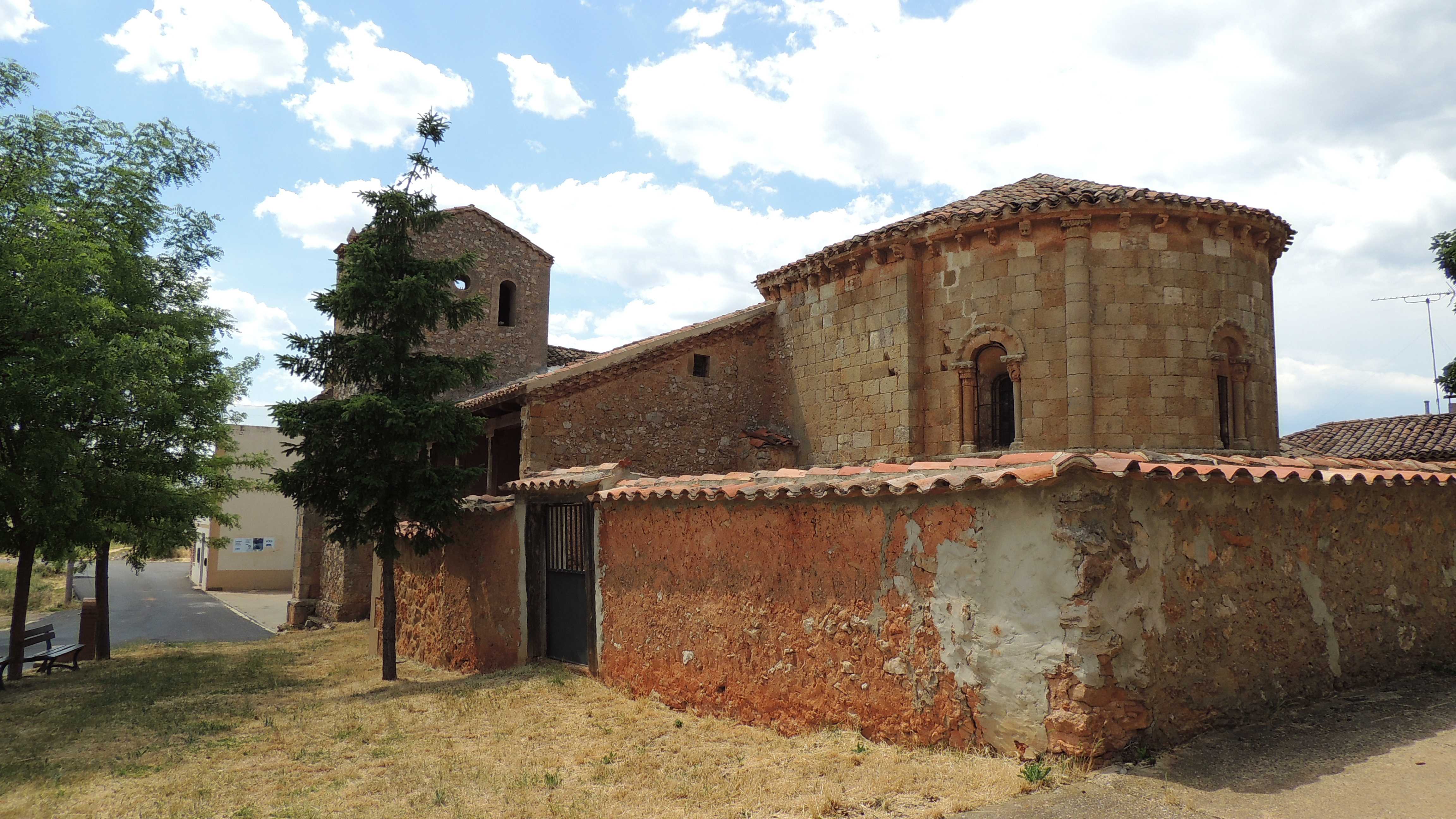
Nafria la Llana – Iglesia de la Natividad
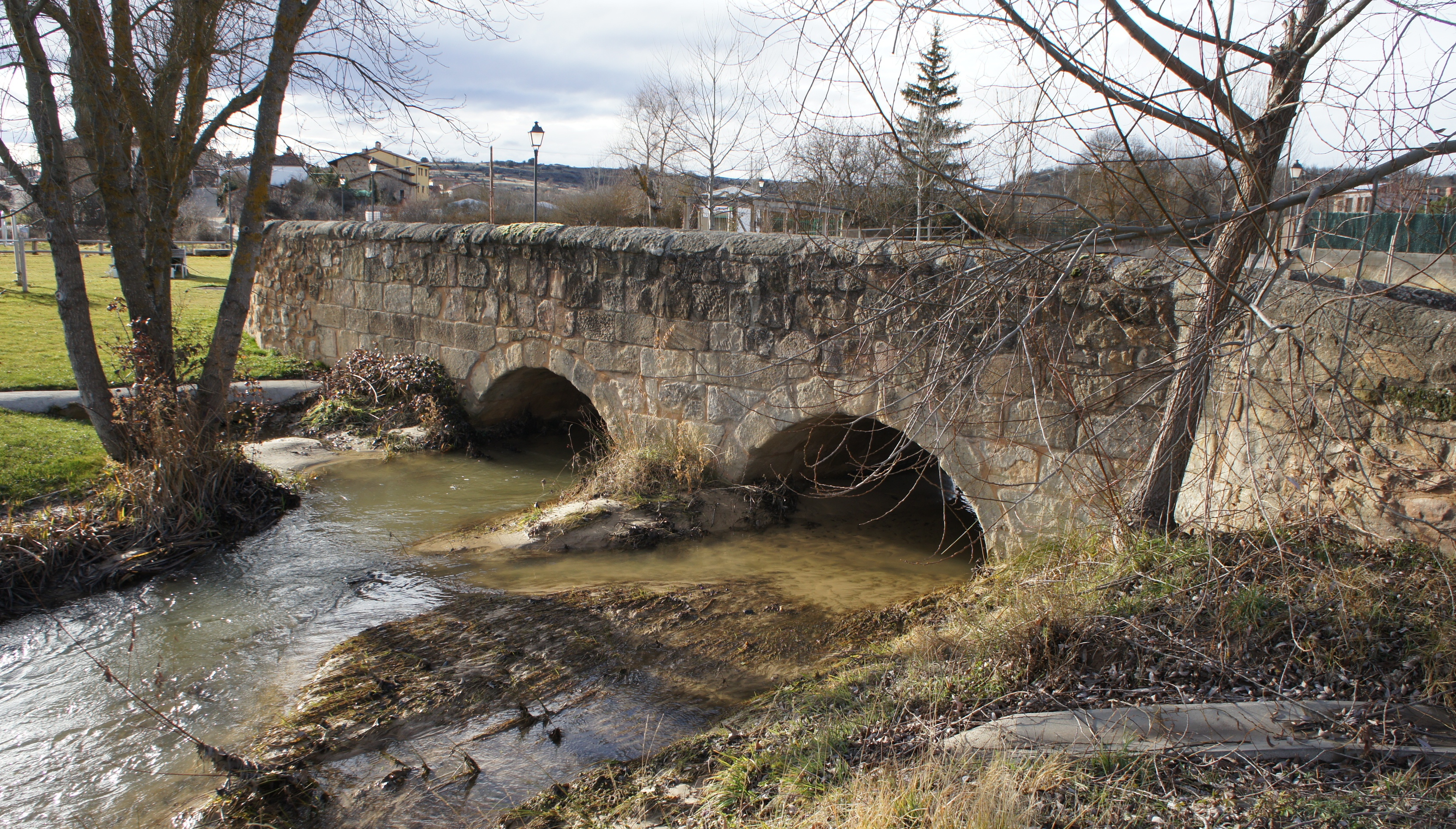
„Römerbrücke“ (puente romano) bei Golmayo